# Tanatorio de la M-30
El Tanatorio de la M-30, sede de Servicios Funerarios de Madrid, es un edificio destinado a la prestación de servicios funerarios situado al lado de la M-30, de ahí su nombre, en Madrid (España). Fue proyectado en 1982 por el Premio Nacional de Arquitectura, Antonio Fernández Alba, y construido entre 1983 y 1984. Fue inaugurado el 3 de febrero de 1984 por el en aquel entonces alcalde de Madrid, Enrique Tierno Galván. Cuando se abrió al público, se ofertaba una gama de once modelos de féretros que costaban entre 55 000 y 200 000 pesetas de la época. Se sitúa cerca de la Mezquita de la M-30. Es uno de los dos tanatorios de Madrid, junto con el Tanatorio Sur. Existen dos crematorios en Madrid: uno en el Cementerio de la Almudena y otro en el Cementerio Sur.